# Jacques Sarrazin
Pour les articles homonymes, voir Sarrazin et Sarazin.
Jacques Sarrazin ou Sarazin, né à Noyon en 1592 et mort à Paris le 3 décembre 1660, est un sculpteur français.

## Biographie
Jacques Sarrazin se forme à Paris sous Nicolas Guillain, puis à Rome sous la direction du sculpteur sur bois français Jean Languille. À Rome jusqu'en 1627, il fréquente des artistes baroques tels que le peintre bolonais Domenico Zampieri, dit le Dominiquin, et le sculpteur flamand François Duquesnoy.
Rentré à Paris vers 1629, il épouse le 26 octobre 1631 Marie Grégoire, fille d'un apothicaire de Lagny et de Marie Vouet, sœur des peintres Simon Vouet et Aubin Vouet. La sœur de Marie Grégoire, Marguerite Grégoire se marie par contrat du 16 novembre 1632 avec Michel Corneille. Il a travaillé sous la direction de Simon Vouet pendant une dizaine d'années. De ce mariage sont nés seize enfants. Le troisième fils de Jacques Sarrazin, Bénigne, baptisé le 14 janvier 1635, a été peintre du roi. Il est mort aux galeries du Louvre, le 3 août 1685 dans le logement de son père qu'il avait obtenu par un brevet après sa mort. Par le brevet du 20 décembre 1660, il a obtenu une pension annuelle de 300 livres du roi pour étudier à l'académie du roi à Rome. Il est présent à Rome en 1664 et étudie à l'Accademia di San Luca. Il est connu pour un séjour à Marseille où il a exécute des peintures dans la chapelle de l'hôtel de ville, en 1674 ,. Le second fils de Jacques Sarrazin, Pierre-Jean, baptisé le 8 décembre 1633, a aussi été peintre.
Après la Fronde, Sarrazin participe aux travaux du palais du Louvre à Paris dont il dirige la décoration de 1639 à 1642. Son frère, Pierre Sarrazin l'aide dans ses travaux.
En 1648, Jacques Sarrazin est l’un des cofondateurs de l’Académie royale de peinture et de sculpture, qu'il dirige de 1654 à 1660.

## Œuvres

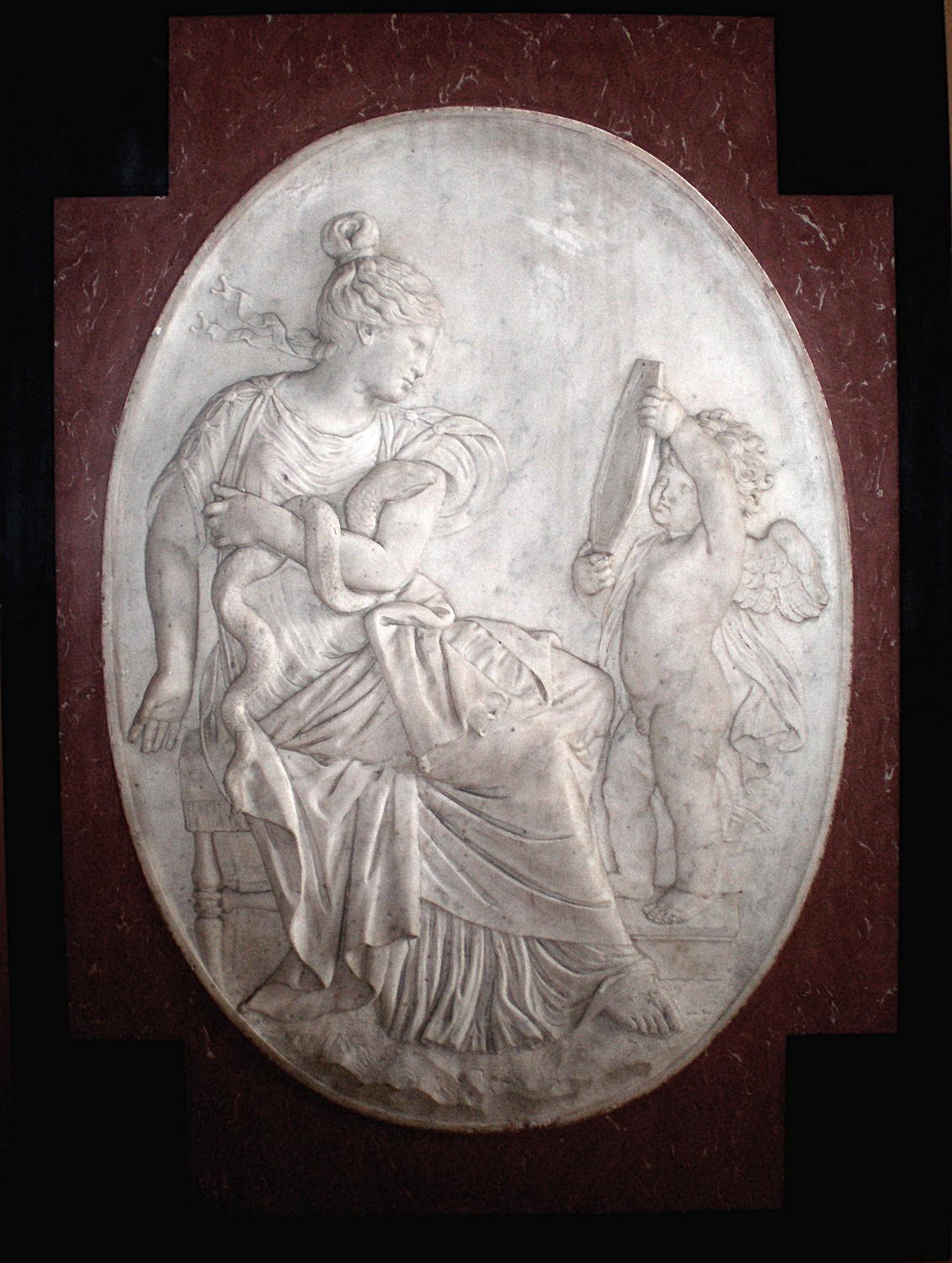
La Prudence, bas-relief du monument du cœur de Louis XIII, Paris, musée du Louvre.

### En France
- Chantilly : bronzes du Monument du cœur de Henri II, prince de Condé, 1648.
- Coëtquidan, écoles de Saint-Cyr Coëtquidan, chapelle Saint-Paul : Christ en Croix, vers 1660, terre cuite. Classé à l’inventaire des monuments historiques le 30 mars 1904, il était installé depuis 1818 dans la chapelle de la maison royale de Saint-Louis à Saint-Cyr près de Versailles. Ayant échappé aux bombardements alliés du 23 juillet 1944, il a rejoint le musée du souvenir des écoles de Saint-Cyr Coëtquidan en 1964. Placé initialement dans l’oratoire des élèves, il a rejoint la chapelle Saint-Paul à son ouverture en 1969[8].
- Corbeil-Essonnes, château de Chantemerle : décorations sous la direction de Simon Vouet, 1637.
- Crespières château de Wideville : décorations sous la direction de Simon Vouet, 1635.
- Maisons-Laffitte, château : décoration.
- Paris :
  - église Saint-Nicolas-des-Champs : Anges en stuc du retable monumental centré sur L'assomption de la Vierge par Simon Vouet, 1629.
  - église Saint-Paul-Saint-Louis : deux anges en argent du Monument du cœur de Louis XIII, 1645, dans le chœur de l’église.
  - hôtel d'Hesselin : décorations sous la direction de Simon Vouet, vers 1640-1642.
  - musée du Louvre :
    - Vierge à l’Enfant, relief, médaillon ovale en marbre ;
    - La Vierge et l’Enfant, statuette en terre cuite patinée[9] ;
    - Sainte famille, bas-relief en marbre ;
    - La Douleur, relief, médaillon ovale en marbre ;
    - Les Enfants à la chèvre, 1640, groupe en marbre, sur un piédestal d’Armand-Louis Solignon, dit Armand (1654-1715) et de Nicolas Montéant (actif de 1688 à 1723)[10],[11] ;
    - Monument du cœur du cardinal Pierre de Bérulle, 1657, marbre[12] ;
    - La Justice, La Prudence, La Force, La Tempérance, bas-reliefs en marbre des vertus cardinales provenant du Monument du cœur de Louis XIII[13],[14] ;
    - Saint Pierre repentant et Sainte Marie Madeleine, statuettes en marbre[15] ;
    - Louis XIV à l'âge de cinq ans, roi de France (attribution)[16] ;
    - Reliefs du monument du cœur de Louis XII[17].

  - palais du Louvre :
    - Cariatides, trois groupes en terre cuite, esquisses pour les cariatides du pavillon de l'Horloge (côté Cour carrée)[18],[19] ;
    - Quatre paires de cariatides d’après les dessins de Jacques Sarrazin sculptées par Philippe de Buyster, Gilles Guérin et Thibault Poissant, 1639-1645, pierre, fronton du pavillon de l’Horloge.

- Versailles, château de Versailles et de Trianon :
  - Saint André apôtre, 1645-1650, buste en terre cuite ;
  - Saint Barthélemy apôtre, 1645-1650, buste en terre cuite ;
  - Saint Jacques le Majeur apôtre, 1645-1650, buste en terre cuite ;
  - Saint Jacques le Mineur apôtre, 1645-1650, buste en terre cuite ;
  - Saint Jean apôtre, 1645-1650, buste en terre cuite ;
  - Jésus, 1645-1650, buste en terre cuite ;
  - Judas apôtre, 1645-1650, buste en terre cuite ;
  - Saint Jude apôtre, 1645-1650, buste en terre cuite ;
  - Saint Matthieu apôtre, 1645-1650, buste en terre cuite ;
  - Saint Philippe apôtre, 1645-1650, buste en terre cuite ;
  - Saint Pierre apôtre, 1645-1650, buste en terre cuite ;
  - Saint Simon apôtre, 1645-1650, buste en terre cuite ;
  - Saint Thomas apôtre, 1645-1650, buste en terre cuite.

### En Italie
- Frascati : quatre des Muses de la fontaine du Parnasse dans la résidence du cardinal Pietro Aldobrandi, sous la direction du Dominiquin, 1619.

Œuvres de ou attribuées à Jacques Sarrazin
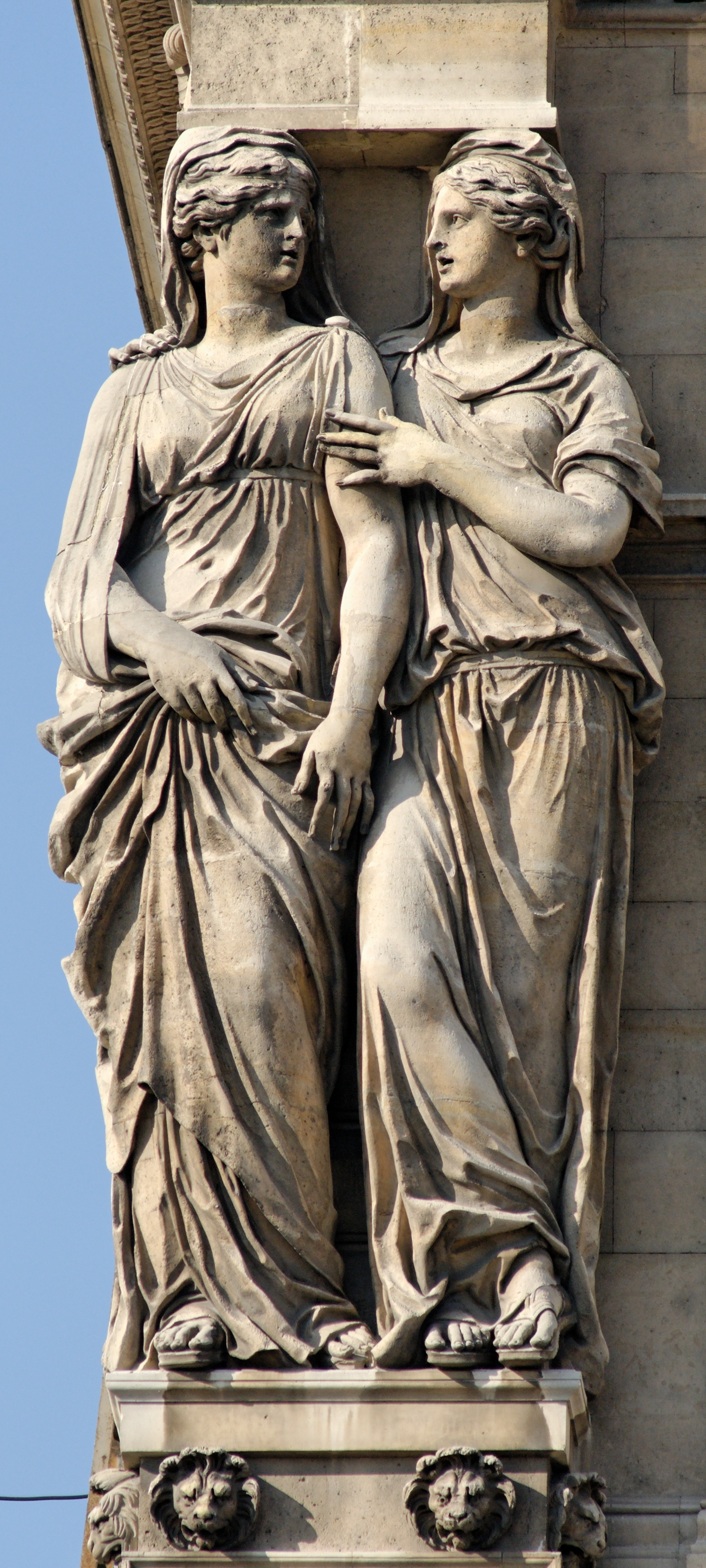
Cariatides doubles, Paris, pavillon de l'Horloge du Louvre.
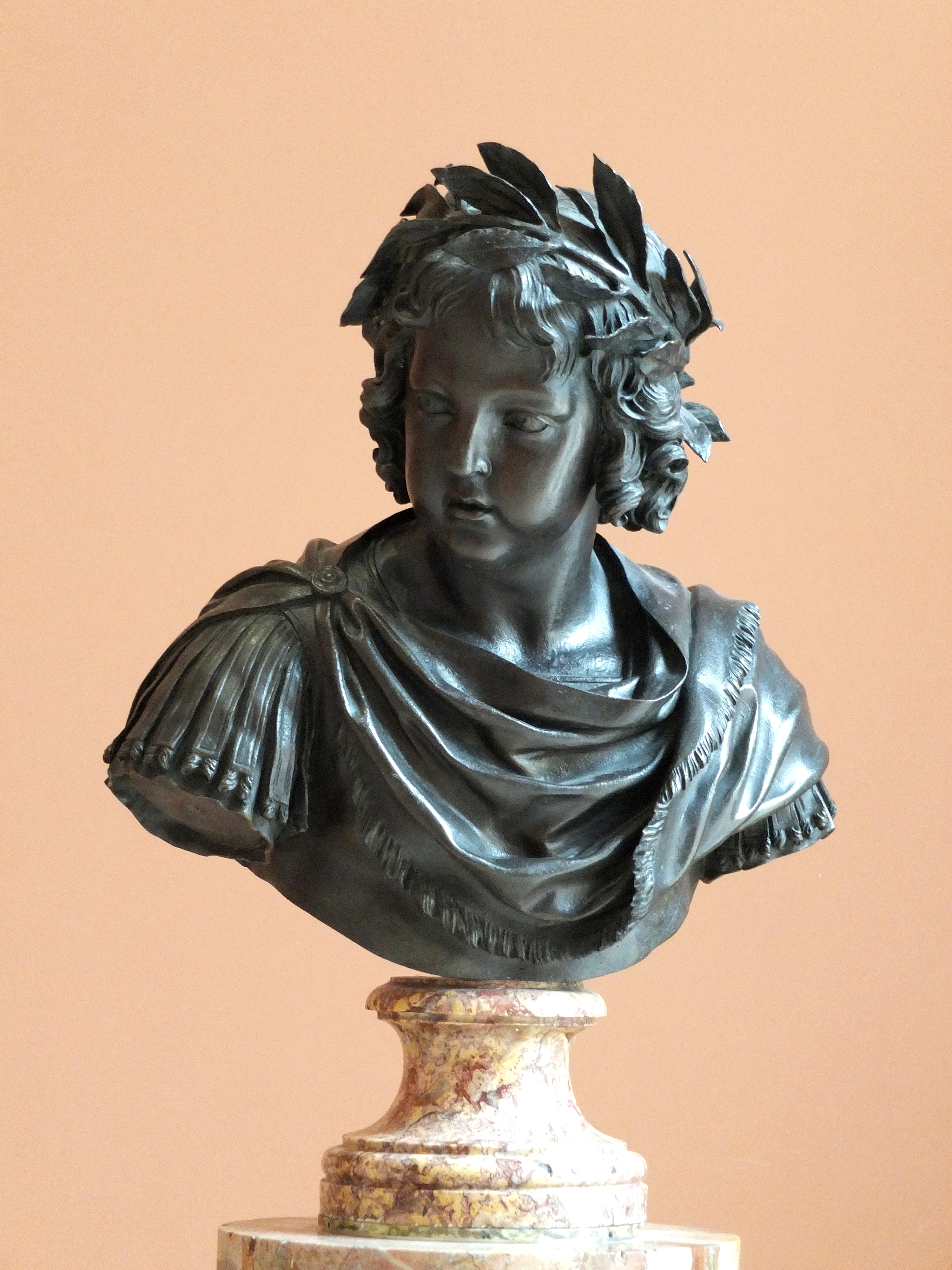
Louis XIV à l'âge de cinq ans (attribution), Paris, musée du Louvre.
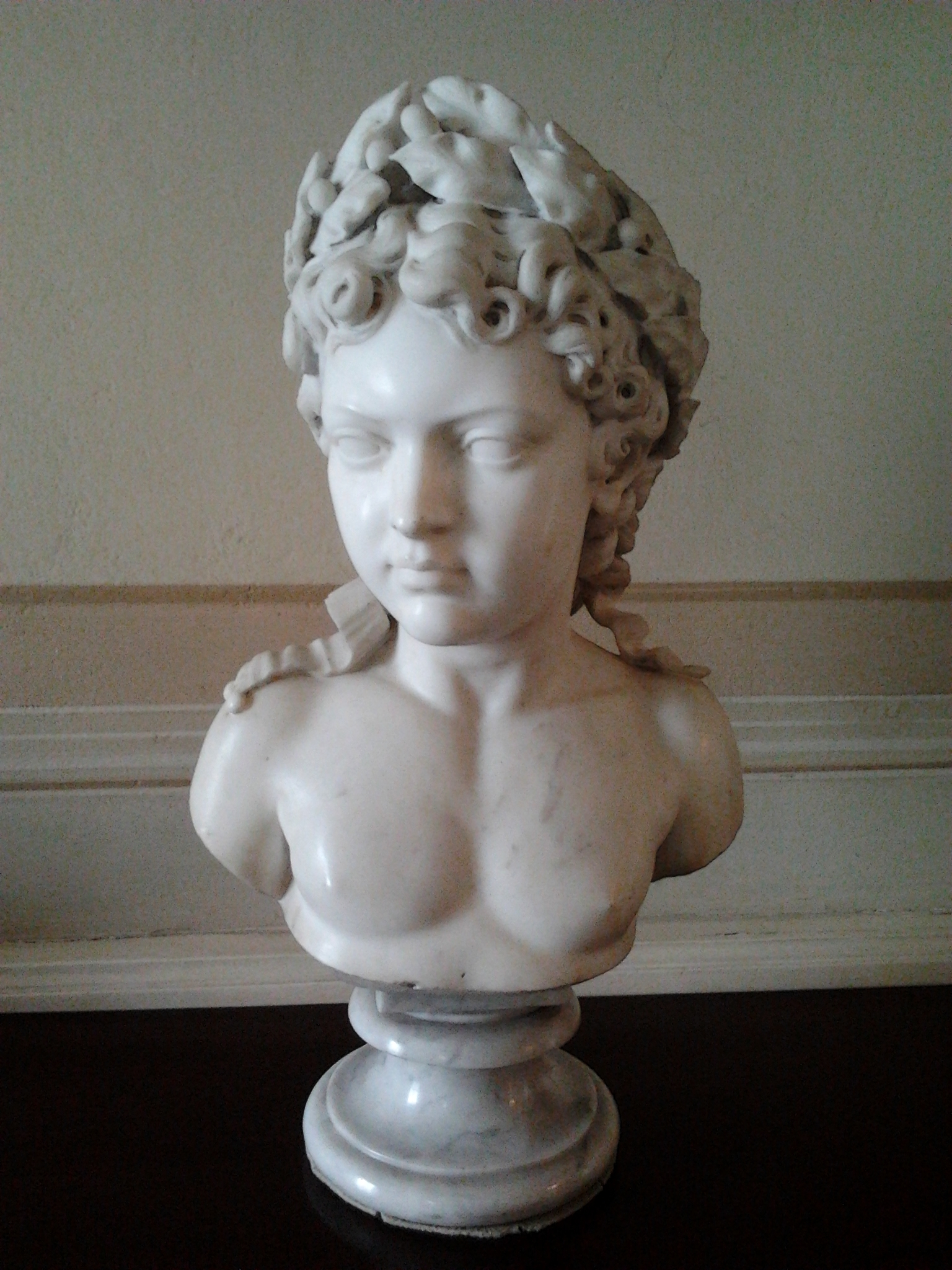
Buste de Louis XIV à l'âge de 10 ans (vers 1648), musée national de Varsovie.
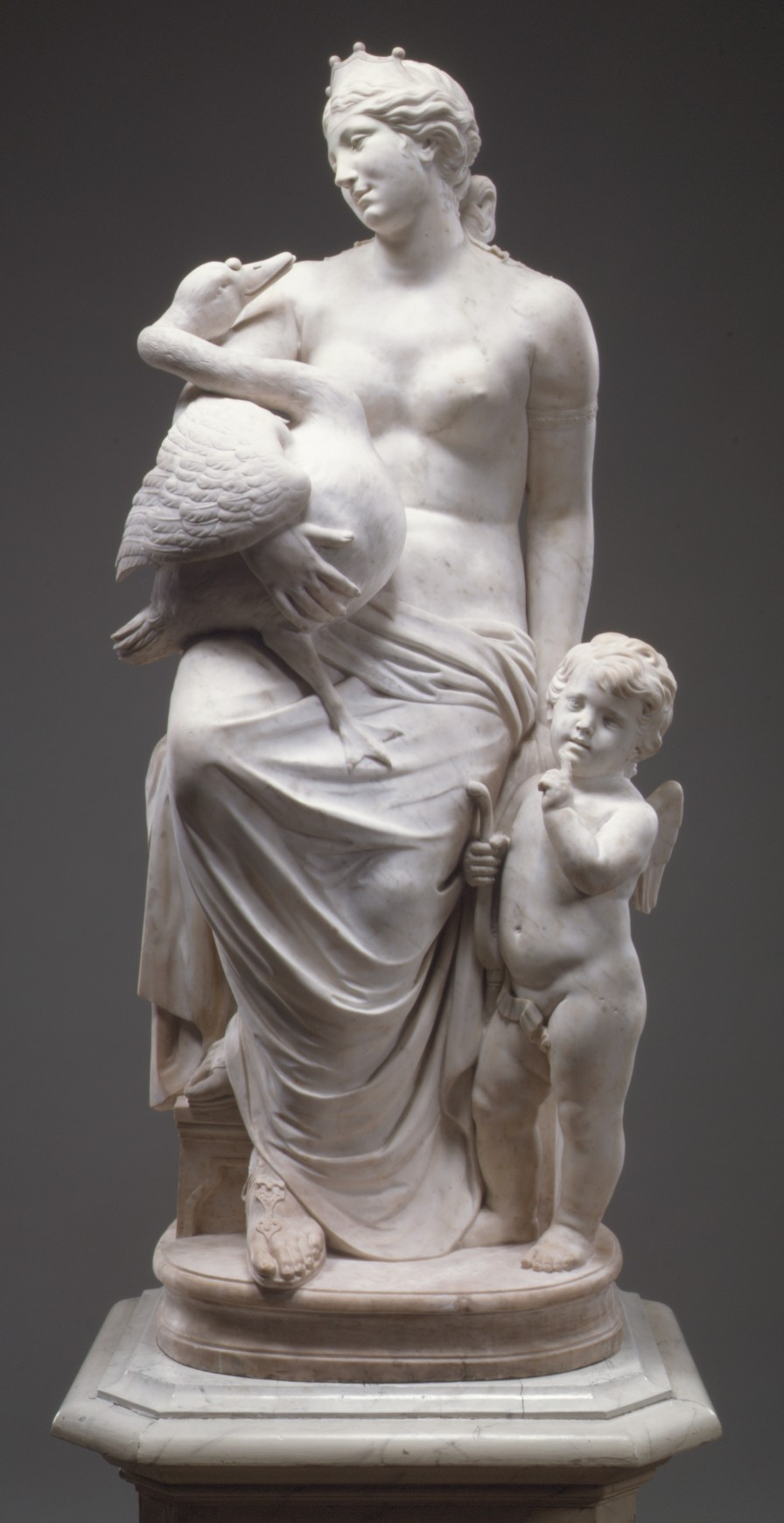
Léda et le Cygne (vers 1650), New York, Metropolitan Museum of Art.
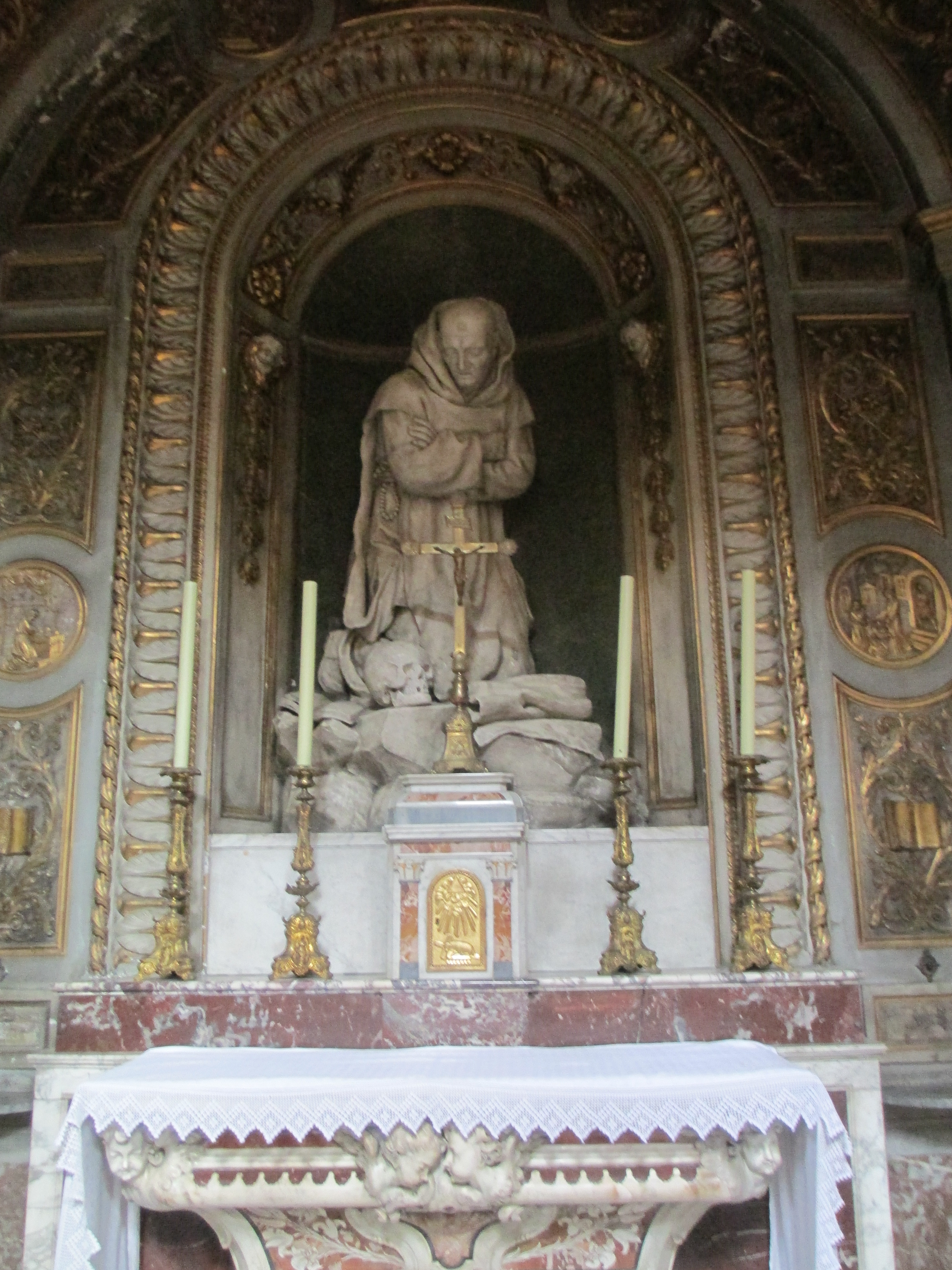
Saint Bruno en prières, église Saint-Bruno-les-Chartreux de Lyon.
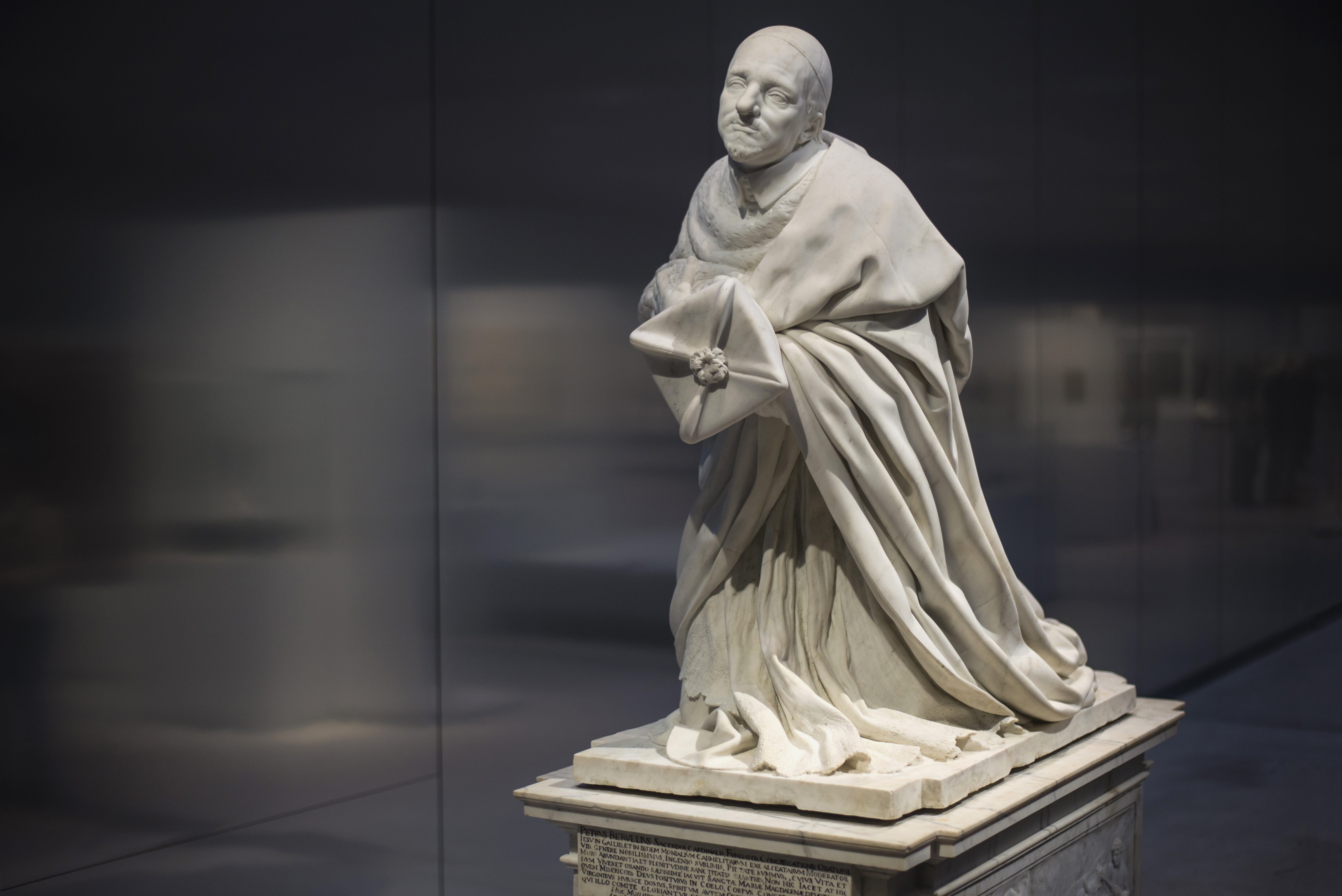
Monument du cœur du cardinal Pierre de Bérulle (1657), Paris, musée du Louvre.